# V359 Гидры
V359 Гидры (лат. V359 Hydrae), HD 86592 — одиночная переменная звезда в созвездии Гидры на расстоянии приблизительно 502 световых лет (около 154 парсек) от Солнца. Видимая звёздная величина звезды — от +7,88m до +7,85m. Возраст звезды определён как около 968 млн лет.
Открыта Уильямом П. Бидельманом в 1981 году*.

## Характеристики
V359 Гидры — белая вращающаяся переменная звезда типа Альфы² Гончих Псов (ACV) спектрального класса A0pSrEu, или A0SrEu, или A0, или ApSrEuCr. Масса — около 1,748 солнечной, радиус — около 2,003 солнечного, светимость — около 12,589 солнечной. Эффективная температура — около 7993 K.

## Планетная система
В 2019 году учёными, анализирующими данные проектов Hipparcos и Gaia, у звезды обнаружена планета HIP 48958 b.